# Introducing Eddy and the Falcons
Albums de Wizzard
Wizzard Brew
(1973) Main Street
(2000)
Introducing Eddy and the Falcons' est le deuxième album du groupe de glam rock britannique Wizzard, sorti en 1974.
Ce disque est un hommage transparent de la part de Roy Wood (leader du groupe) aux artistes de rock 'n' roll des années 1950 et du début des années 1960 qui l'ont influencé : Phil Spector, Del Shannon, Elvis Presley... Comme son titre l'indique, ce pastiche est censé être le produit d'un groupe fictif nommé « Eddy & The Falcons ». Ce sera le dernier album de Wizzard : la formation, trop coûteuse à entretenir, se sépare l'année suivante.
À l'origine, ce deuxième album de Wizzard est censé être double : il doit comprendre un disque de pur rock 'n' roll, et un disque plus expérimental, dans la lignée jazz-rock de Wizzard Brew. En fin de compte, Warner Bros. demande au groupe de ne publier que le disque de rock 'n' roll. Les autres titres prévus pour le double album ne voient le jour qu'en 2000, sur l'album Main Street.

## Titres
Toutes les chansons sont de Roy Wood, sauf mention contraire.

### Face 1
1. Intro – 0:45
2. Eddy's Rock – 3:56
3. Brand New 88 – 3:22
4. You Got Me Runnin' – 3:15
5. I Dun Lotsa Cryin' Over You – 3:22
6. This Is the Story of My Love (Baby) – 4:45

### Face 2
1. Everyday I Wonder – 4:56
2. Crazy Jeans – 2:47
3. Come Back Karen – 3:05
4. We're Gonna Rock 'n' Roll Tonight – 5:00

### Titres bonus
Introducing Eddy and the Falcons a été réédité en 1999 chez Edsel avec cinq titres bonus tirés de singles publiés par le groupe en 1974.
1. Rock 'n' Roll Winter – 3:09
2. Dream of Unwin (Grima) – 3:31
3. Nixture (Pentelow) – 2:31
4. Are You Ready to Rock – 5:23
5. Marathon Man (Smart, Mike Tyler) – 2:15

## Musiciens
- Roy Wood : chant, guitares, batterie, hautbois, violoncelle, basse, claviers, basson, saxophones ténor et baryton, percussions
- Rick Price : basse, guitare, chant, percussions
- Nick Pentelow : saxophone ténor
- Mike Burney : saxophones ténor et baryton
- Keith Smart : batterie
- Charlie Grima : percussions
- Bill Hunt : piano
- Bob Brady : piano et chant (10)